# Mihrimah szultána
Mihrimah szultána (Isztambul, 1522. március 31. – Isztambul, 1578. február 4.) oszmán szultána, I. Szulejmán szultán és Hürrem szultána második gyermeke és egyetlen leánya. Férje a többszörös nagyvezír, Rüsztem pasa volt. 
Anyja halálát (1558) követően apja haláláig (1566) ő vezette a Topkapı palotát.

## Élete

Mihrimah portréja. Tiziano 1555-ös festménye

1522-ben született Isztambulban, Hürrem szultána és I. Szulejmán második gyermekeként. Féltestvére Musztafa herceg, akit a szultán 1553-ban kivégeztetett, édestestvérei Mehmed, Abdullah, Szelim, Bajazid és Dzsahángír. Nevének jelentése: „Nap és Hold”, állítólag nagyanyja, Ajse Hafsza szultána adta neki a nevét, hogy életét egyszerre ragyogja be a Nap és a Hold fénye, soha ne legyen sötétségben. A szultán kedvenc gyermeke volt, ugyanis kívül-belül anyjára hasonlított, akárcsak öccse, Bajazid herceg.
1539. november 26-án, 17 évesen Mihrimah hozzáment Rüsztem pasához, ezzel is erősítve anyját, aki tervei megvalósításához így nyert megbízható szövetségest. Három gyermekük született: Ayşe Hümaşah szultána, Sultanzâde Murad és Sultanzâde Mehmed.
Mihrimah szultána a tévhitekkel ellentétben sohasem töltötte be a válide rangot, mivel ezt a tisztsége csak a szultán édesanyja tölthette be. 

Mihrimah 1578. január 25-én halt meg Isztambulban, 55 évesen. 

## Emlékezete
Mihrimah szerepel Zrínyi Miklós Szigeti veszedelem című művében, Cumilla néven.
Azt mondják: Delimán, mikor országokat

Járt vólna látásért hires várasokat,

Galatában meglátá az szép Cumillát,

Cumillát az szépet, Szulimán leányát.

### A modern kultúrában
A szultánát a Szulejmán című sorozatban felnőttként Pelin Karahan török színésznő alakítja.

## Fordítás
- Ez a szócikk részben vagy egészben  a   Mihrimah Sultan című angol Wikipédia-szócikk fordításán alapul.  Az eredeti cikk szerkesztőit annak laptörténete sorolja fel. Ez a jelzés csupán a megfogalmazás eredetét és a szerzői jogokat jelzi, nem szolgál a cikkben szereplő információk forrásmegjelöléseként.